# صابوناوات
الصابوناوات (الاسم العلمي: Sapindoideae) هي أسرة من النباتات تتبع الفصيلة الصابونية من رتبة الورديات.

## قبائل الصابوناوات
- الصابوناوية
  - الصابونية